# سكوب ويذ رايا
سكوب ويذ رايا (بالإنجليزية: Scoop with Raya)‏ هو برنامج ترفيهي فني أسبوعي تقدمه الإعلامية اللبنانية ريا أبي راشد، التي تواكب من خلاله اخر مستجدات الأفلام والمهرجانات الموسيقية والسينمائية وإستضافة مختلف المشاهير حول العالم. بدأ بث البرنامج منذ عام 2005، حيث دخل موسمه الخامس عشر ليكمل مسيرة نجاحه التي حققها على مدار السنوات الماضية على قناة إم بي سي 2 ومنصة شاهد.
وفي كل حلقة يستعرض البرنامج أحدث الأخبار الفنية الغربية والعربية، ويلتقي بالنجوم العالميين والعرب، وكذلك يعرض مشاهد من فيلم جديد أو حدث سينمائي، إضافة إلى مقتطفات من العروض الأولى للأفلام، والحفلات، بالإضافة إلى زيارات مواقع تصوير الأفلام ولقطات من وراء الكواليس.

## وصلات خارجية
- سكوب ويذ رايا على موقع قاعدة بيانات الأفلام العربية